# Peter Gissy
Peter Heinrich Gissy, född 21 april 1947, är en svensk författare inom kriminal- och barnboksgenren. Han är uppvuxen i Landskrona och bor sedan 1970-talet i Göteborg där han verkat som frilansjournalist. Han har skrivit ett femtiotal böcker. Prisbelönad för "Det största av alla äventyr" (tema: historia) samt vinnare av deckarnovelltävlingen 2002 med "Döden på isen". De senaste kriminalromanerna heter "En avgörande ledtråd”, "Det fjärde fingret" samt ”Den stora hemligheten”. Under 2025 utkommer "Man med onda ögon".